# Interstate 238
Interstate 238 (afgekort I-238) is een korte hulproute van het Interstate Highway System in de San Francisco Bay Area in de Amerikaanse staat Californië. Het nummer van de Interstate volgt de gebruikelijke regels voor de nummering van interstates niet, want er bestaat namelijk geen Interstate 38. 
Belangrijke steden langs de I-238 zijn Castro Valley, Ashland en San Leandro.